# Aristide Blais
Pour les articles homonymes, voir Blais.
Aristide Blais (18 octobre 1875 - 10 novembre 1964) est un médecin et sénateur canadien né à Berthier-sur-Mer au Québec. Il est nommé au Sénat du Canada le 29 janvier 1940,. Libéral, il représente la division sénatoriale de Saint Albert (Alberta).
Aristide Blais sert jusqu'à sa mort en 1964 à l'hôpital militaire Shaughnessy à Vancouver (Colombie-Britannique).